# Liste des histoires de Spirou et Fantasio
 (février 2023).
Cette page présente la liste complète des histoires de Spirou et Fantasio dans leur ordre de parution.

## Liste des histoires

### Période Vell et Jijé
1. Groom au Moustic-Hôtel (dessins et scénario : Rob Vel, 21 avril 1938 - 20 octobre 1938). Série de gags en une page.
2. L'Héritage de Bill Money (dessins et scénario : Rob Vel, 27 octobre 1938 - 16 mars 1939)
3. Le Repaire de Sosthène Silly (dessins : Rob Vel, Davine et Luc Lafnet, scénario : Rob Vel, 23 mars 1939 -4 janvier 1940)
4. Le Fils du milliardaire (dessins et scénario : Rob Vel, Davine et Jijé, 11 janvier 1940 - 31 octobre 1940)
5. Vedette de cinéma (dessins et scénario : Jijé,7 novembre 1940 - 28 novembre 1940)
6. Spirou chez les esquimaux (dessins et scénario : Jijé,4 décembre 1940 - 23 janvier 1941)
7. Spirou chez les trappeurs (dessins et scénario : Jijé, 30 janvier 1941 - 13 mars 1941)
8. Le Cheval ventriloque (dessins et scénario : Rob Vel, 20 mars 1941 -9 octobre 1941)
9. Une Curieuse ferme (dessins et scénario : Rob Vel, 16 octobre 1941 - 11 décembre 1941)
10. Le Royaume de Rakiki (dessins et scénario : Rob Vel, 18 décembre 1941 - 23 mai 1942)
11. Le Singe bleu (dessins et scénario : Rob Vel,1er juin 1942 - 13 août 1942)
12. Le Boxeur noir alias Spirou et la Puce (dessins et scénario : Rob Vel, 20 août 1942 -4 février 1943)
13. Spirou dans la stratosphère (dessins et scénario : Rob Vel, 11 février 1943 - 24 juin 1943)
14. L'Homme invisible (dessins et scénario : Rob Vel,1er juillet 1943 -2 septembre 1943)
15. Le Meeting aérien (dessins et scénario : Jijé, 9.1943)
16. Autour du monde avec le Pilote Rouge (dessins et scénario : Jijé, 10.1943)
17. Le Voyage dans le temps (dessins et scénario : Jijé,5 octobre 1944 - 10 mai 1945)
18. L'Enlèvement de Spip (dessins et scénario : Jijé, 17 mai 1945 - 18 octobre 1945)
19. La Jeep de Fantasio (dessins et scénario : Jijé, 25 octobre 1945 - 28 février 1946)
20. Fantasio et le fantôme (dessins et scénario : Jijé,7 mars 1946 - 23 mai 1946)

### Période Franquin
La période Franquin court de 1946 jusqu’à 1968, année où Franquin a cessé son apport à la série.
Les prépublications se sont faites dans Le Journal de Spirou chez l'éditeur Dupuis.

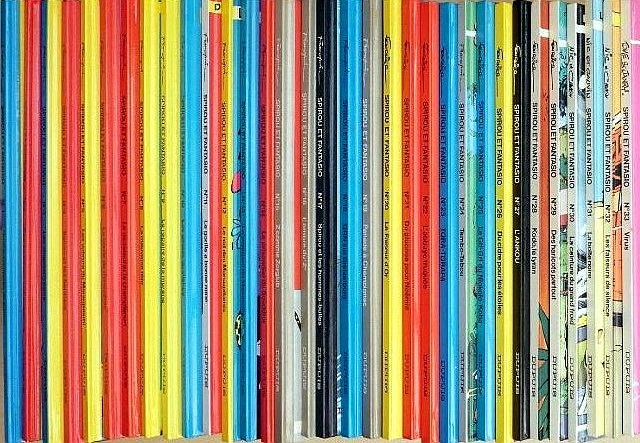
Les trente-trois premiers titres de Spirou et Fantasio.

#### La Maison préfabriquée
- Coauteur(s) : Jijé débute cette histoire que Franquin reprend à la 5e planche dans un dessin où Spirou et Fantasio commencent à courir après un plan qui vient de s'échapper de leurs mains...
- Prépublication : Jijé : Spirou no 423 (23 mai 1946) à no 426 (13 juin 1946) 4 planches ; Franquin : no 427 (20 juin 1946) à no 442 (3 octobre 1946) ; 16 planches
- Album : Album Spirou et Fantasio, 1948 ; réédition dans Pêchés de jeunesse no 2 Radar le robot, 1976
- Résumé : Fantasio devient vendeur de maisons préfabriquées au bord de la mer et Spirou l'accompagne. Les incidents s'enchaînent, même un naufrage en pleine mer. Spirou croit pendant un certain temps que son ami a disparu à tout jamais.

#### Le Pharmacien débrouillard
- Titre : Répertorié aussi sous Le Pharmacien
- Prépublication : Spirou no 443 (10 octobre 1946) ; 1 planche
- Album : Ni publication ni réédition

#### Spirou et la vieille dame
- Prépublication : Spirou no 444 (17 octobre 1946) à 447 (7 novembre 1946) ; 4 planches
- Album : Ni publication ni réédition

#### Un conte de Noël
- Titre : Répertorié aussi sous La Visite de Saint Nicolas ou Saint Nicolas
- Prépublication : Spirou no 448 (14 novembre 1946) à 452 (12 décembre 1946) ; 5 planches
- Album : Ni publication ni réédition

#### Fantasio et son tank
- Prépublication : Almanach Spirou 1947, 7 décembre 1946 ; 12 planches
- Album : Spirou et Fantasio, 1948 ; réédition dans Pêchés de jeunesse No 1 L'Héritage, 1976
- Résumé : Fantasio achète à un soldat américain démobilisé un tank. Sa conduite va provoquer de nombreuses catastrophes, que Spirou et Fantasio vont réparer, aidés des garçons du quartier. Fantasio fonde une entreprise de démolition.
- N.B. : Il s'agit chronologiquement de la première aventure dessinée par Franquin, alors testé par l'éditeur.

#### L'Héritage de Spirou
- Titre : Répertorié aussi sous L'Héritage
- Prépublication : Spirou no 453 (19 décembre 1946) à 491 (11 septembre 1947) ; 39 planches
- Album : Album Spirou et Fantasio, 1948 ; réédition dans Pêchés de jeunesse no 1 L'Héritage, 1976
- Résumé : Spirou hérite d'un oncle décédé, à savoir une maison étrange qui renferme des secrets. Ceux-ci amènent Spirou et Fantasio en Afrique pour trouver le trésor de l'oncle, à consommer avec modération...

#### Spirou à la plage
- Prépublication : Spirou no 492 (18 septembre 1947) à 495 (9 octobre 1947) ; 4 planches
- Album : Ni publication ni réédition

#### Le Savant fou
- Titre : Répertorié aussi sous Radar le robot
- Prépublication : no 496 (16 octobre 1947) à 521 (8 avril 1948) ; 26 planches
- Album : Album Spirou et Fantasio, 1948 ; réédition dans Pêchés de jeunesse no 2 Radar le robot, 1976
- Résumé : Fantasio emmène Spirou pour un reportage. Mais il y a plus intéressant dans le village où ils se trouvent : une voiture sans pilote sème la panique. Spirou va remonter jusqu'à son propriétaire, un savant fou, aidé de son robot, Radar. Le savant veut détruire le monde et Spirou et Fantasio vont le sauver…

#### Spirou et les plans du robot
- Prépublication : no 522 (15 avril 1948) à 540 (1er août 1948) ; 15 planches
- Album : no 1, Quatre aventures de Spirou et Fantasio, 1950
- Résumé : Spirou a décidé de faire disparaître les plans du robot qu'il estime dangereux mais des bandits sont plus rapides que lui et Fantasio pour s'en emparer. S'ensuivent de folles poursuites, destruction des documents, enlèvement de l'inventeur, avec une issue évidemment favorable pour le monde.
- N.B. : Le Savant fou et Spirou et les Plans du robot ne forment qu'une seule et même aventure.

#### Spirou sur le ring
- Histoire : no 26
- Prépublication : no 541 (26 août 1948) à 566 (17 février 1949) ; 26 planches
- Album : no 1, Quatre aventures de Spirou et Fantasio, 1950
- Résumé : Le méchant garçon Poildur lance un défi à Spirou, dans un match de boxe. Les deux sportifs s'entraînent, Spirou avec l'aide de Fantasio. L'ambiance et le suspense grimpent dans le quartier auprès des adolescents. Spirou vainc son adversaire malgré les tricheries de celui-ci. Finalement, ils se serrent la main et consacrent la recette du match au financement d'une salle de sport.

#### Spirou fait du cheval
- Prépublication : no 567 (24 février 1949) à 574 (14 avril 1949) ; 8 planches
- Album : No 1, Quatre aventures de Spirou et Fantasio, 1950
- Résumé : Un Fantasio assez snob emmène son ami Spirou faire du cheval. Les incidents vont se succéder.

#### Spirou chez les pygmées
- Prépublication : no 589 (28 juillet 1949) à 616 (2 février 1950) ; 27 planches
- Album : no 1, Quatre aventures de Spirou et Fantasio, 1950
- Résumé : Spirou apprivoise un léopard trouvé dans les bois. Lui et Fantasio le ramène sur son île natale en Afrique, où sévit une guerre entre tribus pygmées. Finalement, des trafiquants d'armes sont contrecarrés et tout revient dans l'ordre.

#### Les Chapeaux noirs
- Histoire : no 30
- Prépublication : no 617 (9 février 1950) à 635 (15 juin 1950) ; 19 planches
- Album : no 3, Les Chapeaux noirs, 1952
- Résumé : Spirou et Fantasio sont envoyés en reportage au pays des cow-boys. Un américain va les faire accéder à ce monde de légende et Spirou et Fantasio vivent des aventures pleines de rebondissements, de bandits, de colts et de bagarres, jusqu'à ce qu'ils apprennent la vérité sur leurs mésaventures.
- N.B. : Cette histoire donne son nom à l'album, lequel comprend également deux histoires réalisées par Jijé, Les Hommes grenouilles et Comme une mouche au plafond

#### Mystère à la frontière
- Prépublication : no 636 (22 juin 1950) à 652 (12 octobre 1950) ; 17 planches
- Album : no 3, Les Chapeaux noirs, 1952
- Résumé : Spirou et Fantasio enquêtent sur un trafic de stupéfiants à travers la frontière. Ils découvrent la méthode inventive des bandits.

#### Il y a un sorcier à Champignac
- Histoire : no 32
- Coauteur(s) : Scénario d'Henri Gillain (alias Jean Darc), adapté par Franquin
- Prépublication : no 653 (19 octobre 1950) à 685 (31 mai 1951) ; 57 planches
- Album : no 2, Il y a un sorcier à Champignac, 1951
- Résumé : Spirou et Fantasio partent faire du camping à Champignac. Des évènements étranges s'y passent et ils découvrent finalement que le responsable n'est pas un pauvre bohémien comme tout le monde aime à le penser mais le comte de Champignac lui-même, le notable du village, savant émérite dans le domaine des champignons. Grâce à une injection, la force de Fantasio est surmultipliée, mais seulement pour quelques heures.
Les jours qui suivent, le comte fait parler de lui dans les médias en gagnant diverses épreuves sportives. Spirou et Fantasio le rencontrent de nouveau, au moment même où les produits X1 - celui qui démultiplie les capacités physiques - et X2 - qui fait vieillir en quelques heures - sont dérobés. Ils enquêtent et terminent par découvrir le voleur qui voulait mettre à son profit les potentialités de ces deux formules.

#### Spirou et les Héritiers
- Histoire : no 34
- Prépublication : no 693 (26 juillet 1951) à 726 (13 mars 1952) ; 59 planches
- Album : no 4, Spirou et les Héritiers, 1952
- Résumé : Fantasio hérite de son oncle décédé. Le testament révèle aux cousins Fantasio et Zantafio qu'ils ont des épreuves à réussir avant de toucher l'héritage.
La première épreuve impose l'invention d'un nouvel appareil. Fantasio met au point le fantacoptère, un petit hélicoptère portable et individuel. Zantafio fait construire une vespa très rapide et volante. Fantasio est déclaré vainqueur de cette étape.
La deuxième épreuve doit les voir se classer dans une course de grand prix d'automobiles. C'est Zantafio qui gagne, grâce à des moyens douteux.
La troisième et dernière épreuve les engage à découvrir un animal, le marsupilami, si rare que même les dictionnaires n'en font pas état. Finalement, un article dans un ouvrage spécialisé les envoie en Amérique du Sud, en Palombie. Ils découvrent dans la forêt vierge un curieux animal tacheté à longue queue et réussissent à le ramener en Europe. Fantasio gagne le concours et touche un héritage... philosophique.

#### Les Voleurs du marsupilami
- Histoire : no 35
- Coauteur(s) : Idée de Geo Salmon (alias Jo Almo)
- Prépublication : no 729 (3 avril 1952) à 761 (13 novembre 1952) ; 58 planches
- Album : no 5, Les Voleurs du marsupilami, 1954
- Résumé : Le marsupilami déprime dans le zoo auquel il a été confié. Il disparaît du jour au lendemain, manifestement un enlèvement. Spirou et Fantasio se lancent à la poursuite des ravisseurs. Ils suivent une piste qui les amène dans la ville de Magnana à l'étranger. Ils y retrouvent le ravisseur, le footballeur Valentin, qui les informe avoir vendu le marsupilami à un cirque.
Afin de pouvoir approcher le marsupilami, la nouvelle attraction du cirque Zabaglione, ils se font engager d'abord comme hommes à tout faire puis, grâce à une pilule du comte de Champignac, comme artistes. Ils reprennent finalement possession de l'animal enlevé.

#### Spirou et la Turbotraction
- Prépublication : no 764 (4 décembre 1952) à 787 (14 mai 1953) ; 43 planches
- Album : no 6, La Corne de rhinocéros, 1955
- N.B. : Première partie de l'aventure nommée communément La Corne de rhinocéros.

#### La Corne de rhinocéros
- Histoire : no 36
- Prépublication : no 788 (21 mai 1953) à 797 (23 juillet 1953) ; 18 planches
- Album : no 6, La Corne de rhinocéros, 1955
- Résumé : Fantasio emmène Spirou pour un reportage de nuit dans un grand magasin. Ils y rencontrent le pilote Roulebille, la journaliste Seccotine ainsi que deux gangsters. Roulebille leur confie une enveloppe contenant des plans et ils fuient. Ils se rendent à l'endroit indiqué pour rencontrer Martin, un autre pilote, et lui remettre l'enveloppe mais ce dernier s'est rendu en Afrique.
Spirou et Fantasio arrivent en Afrique du Nord et se rendent compte rapidement qu'ils sont suivis, par les deux bandits du grand magasin. Seccotine les a rejoints. Ils continuent à chercher Martin, qu'ils trouvent finalement, mais blessé. Celui-ci leur indique qu'il a remis le complément des plans à un chef d'une tribu autochtone. Spirou et Fantasio se rendent à son village et le chef leur apprend qu'il a caché les microfilms dans... la corne d'un rhinocéros!... mais lequel? Spirou et Fantasio retrouvent les documents tant recherchés et reçoivent comme gratification une Turbo.

#### Le Dictateur et le Champignon
- Histoire : no 37
- Coauteur(s) : scénario de départ de Maurice Rosy, remanié par Franquin
- Prépublication : no 801 (20 août 1953) à 838 (6 mai 1954) ; 60 planches
- Album : no 7, Le Dictateur et le Champignon, 1956
- Résumé : Spirou et Fantasio se rendent à Champignac où ils sont accueillis par le comte qui leur montre sa nouvelle invention élaborée à base de champignons : un gaz qui fait fondre les métaux. Le marsupilami s'empare de l'instrument et va semer la panique en ville...
Spirou et Fantasio ont décidé de ramener le marsupilami en Amérique du Sud. Arrivés en Palombie, le nouveau chef de l'état les convoque à son palais : il s'agit du cousin de Fantasio, Zantafio, qui les engage à devenir des cadres de son armée. Après un aller retour en prison pour avoir refusé, Spirou et Fantasio lui font croire qu'ils adhèrent à ses idées de conquête mais, en fait, ils vont déstabiliser le dictateur grâce au métomol, le gaz qui fait fondre les métaux, avec l'aide de Seccotine. Après que Zantafio ait pris la fuite, Spirou et Fantasio ramènent le marsupilami dans la jungle, mais il s'est attaché à eux...

#### La Mauvaise Tête
- Histoire : no 38
- Prépublication : no 840 (20 mai 1954) à 869 (9 décembre 1954) ; 53 planches
- Album : no 8, La Mauvaise Tête, 1957
- Résumé : Fantasio est de mauvaise humeur car il ne retrouve pas des photos passeport de lui. Dans la soirée, les quiproquos contre lui s'additionnent : un joaillier cambriolé l'identifie comme étant son voleur, puis Spirou le voit en direct à la télévision dérober un masque égyptien en or. Le lendemain, Fantasio clame son innocence à Spirou et à la police, puis il prend la fuite. Spirou découvre chez le voisin de Fantasio du matériel étrange ainsi qu'un buste de Fantasio et surprend de curieux personnages. Il en déduit surtout que ces derniers ont fabriqué un masque à l'effigie de Fantasio pour commettre les vols du jour précédent.
Fantasio réapparaît, puis la police se lance à sa poursuite pendant que lui et Spirou pourchassent les vrais voleurs. À cet effet, Fantasio se fait même passer pour un coureur cycliste dans une course. Spirou découvre que le vrai responsable est Zantafio, le cousin de Fantasio, et que le masque égyptien de grande valeur a été caché à un endroit particulièrement subtil...

#### Le Repaire de la murène
- Histoire : no 39
- Prépublication : no 871 (23 décembre 1954) à 904 (11 août 1955) ; 60 planches
- Album : no 9, Le Repaire de la murène, 1957
- Résumé : Spirou et Fantasio passent des vacances à Champignac quand ils apprennent qu'un prix sera attribué au chercheur qui permettra de plonger à 200 mètres de profondeur. Le comte de Champignac se fait une piqûre de X4 pour résoudre le problème. Les trois amis s'inscrivent au concours. Les problèmes et incidents étranges commencent alors...
Finalement, la construction de prototypes de sous-marins individuels peut être achevée, ainsi que leur test, et la mise au point d'un nouveau mélange gazeux pour la plongée en eaux profondes donne satisfaction. Spirou et Fantasio aperçoivent cependant une autre machine sous les eaux...
Ils rencontrent le créateur du prix, l'armateur Hamadryas, qui les informe que le but est d'atteindre une épave lui appartenant, gisant à 200 mètres. Les tests continuent et Spirou atteint l'épave et y pénètre. Des bandits l'attendent et lui explique que ce repaire sert au trafic de drogue. Le marsupilami sauve Spirou. Le chef des bandits, John Hélena, est arrêté. Hamadryas révèle à celui-ci que l'épave renferme une fortune en lingots d'or et l'associe à son objectif de les récupérer. La police intervient à la dernière minute grâce à Spirou et Fantasio.

#### La Quick super
- Histoire : no 40
- Prépublication : no 907 (1er septembre 1955) à 915 (27 octobre 1955) ; 16 planches
- Album : no 10, Les Pirates du silence, 1958
- Résumé : Fantasio dispose d'une voiture américaine pour la tester et faire un compte-rendu pour le journal Moustique. Il y a en ce moment en ville de nombreux vols de voitures de ce type et Spirou et Fantasio vont y être mêlés malgré eux. Alors qu'ils font pourtant attention, leur américaine disparaît sous leurs yeux. Les responsables seront des têtes connues de nos héros...

#### Les Pirates du silence
- Histoire : no 41
- Coauteur(s) : Scénario de Maurice Rosy, décors de Will
- Prépublication : no 916 (3 novembre 1955) à 940 (19 avril 1956) ; 44 planches
- Album : no 10, Les Pirates du silence, 1958
- Résumé : Alors que Fantasio est en train d'informer Spirou qu'il est envoyé à Incognito-City pour réaliser un reportage sur cette ville discrète qui accueille les plus grandes stars et leur promet la tranquillité, le marsupilami, qui devrait se trouver à Champignac, arrive dans leur jardin, exténué.
Spirou et Fantasio arrivent à Incognito-City, après quelques premiers incidents. Avant de commencer le reportage au moyen, notamment, d'une caméra miniaturisée, ils vont ramener une éprouvette à son propriétaire rencontré à l'aller. Ils y aperçoivent également d'autres personnages douteux...
Subrepticement, ils découvrent que le marsupilami a, tel un mainate, la capacité de répéter des phrases courtes.
Fantasio, mais aussi le comte de Champignac, a été enlevé et, grâce au marsupilami, Spirou peut les retrouver. Il s'avère qu'ils interviennent en plein dans la préparation d'un braquage de grande envergure dans Incognito-City au moyen d'un gaz soporifique inventé par le comte. Les trois amis déjouent le complot.

#### Le Gorille a bonne mine
- Histoire : no 42
- Prépublication : no 944 (17 mai 1956) à 966 (18 octobre 1956) ; 40 planches
- Album : no 11, Le gorille a bonne mine, 1959
- Résumé : Spirou et Fantasio partent en Afrique pour un reportage sur les gorilles. Arrivés à une étape intermédiaire, presque toutes les personnes présentes, aventuriers, mineurs, chef africain, leur déconseillent d'aller plus loin. L'expédition à travers brousse et jungle est néanmoins entamée, mais des incidents étranges surviennent. Ils arrivent enfin où les gorilles vivent et peuvent commencer le travail de reportage. Ils tombent sur une mine désaffectée et comprennent qu'un trafic d'or a été mis en place, plus pour longtemps...

#### Le Nid des Marsupilamis
- Histoire : no 43
- Prépublication : no 969 (8 novembre 1956) à 991 (11 avril 1957) ; 40 planches
- Album : no 12, Le Nid des marsupilamis, 1960
- Résumé : Spirou et Fantasio vont assister à une conférence de Seccotine sur les marsupilamis. Le film va tout présenter sur leur mode de vie, comment ils se nourrissent, se défendent, rencontrent un compagnon ou une compagne, fondent une famille, dans les jungles de l'Amérique du Sud.

#### Le Voyageur du Mésozoïque
- Histoire : no 44
- Prépublication : no 992 (18 avril 1957) à 1018 (17 octobre 1957) ; 47 planches
- Album : no 13, Le Voyageur du Mésozoïque, 1960
- Résumé : En pleine zone glaciaire, le comte de Champignac fait une découverte miraculeuse et la ramène en Europe. Il s'agit d'un œuf de dinosaure conservé depuis plus de 60 millions d'années, de l'ère du Mésozoïque. Comme il pense qu'il est possible de le faire éclore et venir à la vie, Champignac a invité de grands savants pour le seconder.
Le dinosaure naît et un accident lui fait ingurgiter un extrait de champignon qui accélère le processus de vieillissement. Le lendemain, le dinosaure est adulte. Les incidents vont ainsi se succéder avec, notamment, la virée en ville du dinosaure et l'intervention de l'armée. Puis les choses rentreront dans l'ordre, touristique…

#### Le Homard
- Prépublication : no 1004 (11 juillet 1957) ; 2 planches
- Album : Péchés de jeunesse no 2 Radar le robot, 1976
- Résumé : Un gag sur les coups de soleil.

#### Vacances sans histoires
- Histoire : no 49
- Prépublication : no 1023 (21 novembre 1957) à 1033 (30 janvier 1958) ; 19 planches
- Album : no 11, Le gorille a bonne mine, 1959
- Résumé : Quelques jours de vacances pour Spirou et Fantasio, avec leur très belle Turbotraction... Un émir amoureux des belles voitures - propriétaire d'une Turbotraction également - mais extrêmement maladroit se trompe d'automobile, prend celle de Spirou et Fantasio et la détruit totalement. Pour se faire pardonner, il offre à nos héros la nouvelle Turbot 2, et accepte en échange la guimbarde pleine de gadgets que Fantasio avait acquise dans l'entre-temps.

#### La Foire aux gangsters
- Histoire : no 50
- Coauteur(s) : Décors de Jidéhem
- Prépublication : no 1034 (6 février 1958) à 1045 (24 avril 1958) ; 21 planches
- Album : no 12, Le Nid des marsupilamis, 1960
- Résumé : Un asiatique entre chez Spirou et, sans crier gare, l'envoie valser dans les airs au moyen d'une clef de judo. Après l'arrivée de Fantasio, le japonais leur explique qu'il les sollicite pour devenir des gardes du corps de l'enfant d'un richissime américain et, comme ils acceptent, qu'il va les former à l'art martial du judo. L'enfant est enlevé : Spirou et Fantasio vont résoudre le cas, délivrer l'enfant et découvrir qu'il s'agissait d'une affaire plus subtile que prévu…

#### Le Prisonnier du Bouddha
- Histoire : no 61
- Coauteur(s) : Scénario de Greg (sur une idée de Franquin), décors de Jidéhem
- Prépublication : no 1048 (15 mai 1958) à 1082 (8 janvier 1959) ; 61 planches
- Album : no 14, Le Prisonnier du Bouddha, 1960
- Résumé : Spirou et Fantasio arrivent à Champignac, observent de curieux phénomènes dans le parc du château et sont accueillis par le comte de manière assez distante. Cela cache en fait la présence secrète d'un chercheur au nom russe, Nicolas Inovskyev, inventeur d'un appareil aux fonctions aussi multiples qu'impressionnantes, le G.A.G. Des incidents révèlent ensuite la présence d'agents étrangers ainsi que l'emprisonnement en Asie de l'autre coïnventeur du G.A.G., l'américain Harold W. Longplaying.
Spirou et Fantasio, ainsi que le comte et Inovskyev, partent à Hoïnk-Oïnk pour aller délivrer le savant retenu dans un pays voisin. La mission n'est pas de tout repos et ils arrivent finalement dans la vallée des sept bouddhas où se trouve Longplaying. Grâce au G.A.G., mais aussi à beaucoup de chance, ils parviennent à délivrer le prisonnier, non sans provoquer quelques dégâts sur leur chemin.

#### Spirou et les Hommes-bulles
- Histoire : no 53
- Coauteur(s) : collaboration de Jean Roba au dessin
- Prépublication : Dans Le Parisien Libéré, 1958 ; pas de publication dans Le Journal de Spirou ; 20 planches correspondant à 30 pages
- Album : no 17, Spirou et les Hommes-bulles, 1964
- Résumé : Le bandit John Helena dit la Murène s'évade. À Champignac, Spirou, Fantasio et le comte de Champignac en prennent connaissance en évoquant l'or qui subsiste encore dans l'épave du cargo Le Discret, un souvenir de leurs aventures passées (cf. Le Repaire de la murène). Ils apprennent également qu'un sous-marin individuel a été dérobé. Afin de contrer Helena, ils se rendent au bord de la mer où d'autres sous-marins viennent d'être fabriqués. Ils y sont accueillis par un richissime, monsieur d'Oups.
Spirou et Fantasio entreprennent des surveillances à proximité du Discret et observent de bizarres évènements sous l'eau, comme l'apparition d'une vache. À terre, Helena est retrouvé et mentionne que "les hommes-bulles attaquent". L'or est aussi récupéré.
Spirou replonge avec le sous-marin et est attaqué par des bulles sous-marines. Puis il découvre un repaire à terre et est assommé. Il se réveille en présence de d'Oups, sous les eaux, où une ville secrète a été construite. Nos amis s'engagent à garder le secret.

#### Les Petits Formats
- Histoire : no 54
- Coauteur(s) : Collaboration de Jean Roba au dessin
- Prépublication : Dans Le Parisien Libéré, 1958, puis dans le Spirou : no 1272 (30.08.62) à 1302 (28.03.63) ; 30 planches
- Album : no 17, Spirou et les Hommes-bulles, 1964
- Résumé : À Champignac, Fantasio disparaît après avoir amené des photos à développer. Spirou retrouve une petite statuette de son ami et, en raison du réalisme incroyable de l'objet, croit que son ami a été miniaturisé. Dans les affaires de Fantasio, il trouve les coordonnées d'un spécialiste des jivaros réducteurs de têtes vivant à Champignac que Fantasio comptait interviewer pour un reportage. Chez cet explorateur, Spirou découvre des objets miniaturisés et est persuadé d'avoir découvert le coupable. Il s'avère par la suite que le responsable des miniaturisations est le photographe du village, inventeur d'une nouvelle technique de photographie en trois dimensions, mais qui rend les personnes photographiées amnésiques. On retrouve bientôt Fantasio dans une ville voisine et il est guéri.

#### Tembo Tabou
- Histoire : no 55
- Coauteur(s) : scénario de Greg, collaboration de Jean Roba au dessin
- Prépublication : Dans Le Parisien Libéré, 1959, puis dans Spirou : no 1721 (8 avril 1971) à 1723 (22 avril 1971) ; 30 planches
- Album : no 24, Tembo Tabou, 1974 ; l'album est complété avec l'histoire La Cage (Spirou No 1420) ainsi qu'une huitaine de gags du marsupilami
- Résumé : Spirou et Fantasio se trouvent en Afrique pour un reportage, pendant lequel celui-là croit voir des éléphants rouge vif. Ensuite ils sont effectivement confrontés à un éléphant de couleur rouge, mais il s'agit de peinture. Ils décident d'enquêter sur ce mystère et sont bientôt accueillis par une tribu de pygmées, lesquels leur révèlent qu'ils ont un tribut à payer aux "seigneurs". Il s'avère que des bandits profitent des faiblesses des autochtones pour leur soutirer leur or, situation que Spirou et Fantasio vont rapidement régler.

#### La Peur au bout du fil
- Histoire : no 56
- Coauteur(s) : Scénario de Greg, décors de Jidéhem
- Prépublication : no 1086 (5 février 1959) à 1092 (19 mars 1959) ; 13 planches
- Album : no 13, Le Voyageur du Mésozoïque, 1960
- Résumé : Le comte de Champignac, tout en appelant Spirou pour lui annoncer une bonne nouvelle concernant la formule X4, ingurgite par erreur un résidu néfaste : son comportement devient extrêmement étrange. Spirou et Fantasio partent le secourir. Dans sa folie, Champignac ourdit des actes quasi terroristes dans sa petite ville…

#### Z comme Zorglub
- Histoire : no 57
- Coauteur(s) : Scénario de Franquin et Greg, décors de Jidéhem
- Prépublication : no 1096 (16 avril 1959) à 1136 (21 janvier 1960) ; 61 planches
- Album : no 15, Z comme Zorglub, 1961
- Résumé : Après avoir utilisé un appareil électrique, Fantasio voit son comportement changer (devenant comme hypnotisé) pendant quelques heures : il apprend que c'est un dénommé Zorglub qui démontre ainsi sa puissance scientifique et technique. Puis c'est au tour de Spirou d'être influencé par cette onde. Le comte de Champignac leur vient en aide et il s'avère qu'il connaît l'instigateur de ces changements. Zorglub rend alors visite au comte de Champignac, pour lui proposer une association ; sa démarche étant totalement déplaisante et même immorale, il se fait aussitôt mettre à la porte. Zorglub revient ensuite à la charge, dans les parages de Champignac, insistant pour décider le comte à le rejoindre dans son entreprise mégalomaniaque. Fantasio est alors enlevé puis programmé (électroniquement) pour devenir un zorglhomme, une sorte de soldat auquel tout libre arbitre a été retiré, et qui est pratiquement réduit à l'état de robot décérébré.
Ayant repéré le lieu de sa détention, Spirou et le comte décident de s'y rendre en vue de le libérer et le rejoignent dans un petit village[1] dont la population a été évacuée et remplacée par le régiment des zorglhommes (essentiellement des anciens gendarmes). Au moyen de l'appareil à dézorglhommiser le comte et ses compagnons délivrent tout le monde et Zorglub reconnaît ses erreurs après avoir lancé sa dernière œuvre : de la publicité visuelle sur la surface de la lune.

#### L'Ombre du Z
- Histoire : no 58
- Coauteur(s) : Scénario de Greg, décors de Jidéhem
- Prépublication : no 1140 (18 février 1960) à 1183 (15 décembre 1960) ; 60 planches
- Album : no 16, L'Ombre du Z, 1962
- Résumé : Spirou, Fantasio et le comte de Champignac reviennent de Zorgland à bord d'une Zorglumobile. À Champignac, pendant leur absence, une grande partie de la population a été paralysée au moyen de la zorglonde : ils vont résoudre ce problème en capturant le zorglhomme responsable et en soignant les personnes immobilisées.
Les mois passent puis Zorglub fait sa réapparition à Champignac. Il apprend à ses adversaires qu'une de ses bases existe encore. Après son départ, Spirou, Fantasio et le comte peuvent suivre à la trace Zorglub qui rejoint sa dernière base en Palombie. Zorglub finance ses actions en utilisant la zorglonde sur les populations autochtones. Parmi ses cadres figure Zantafio qui détourne à son profit les capacités technologiques de son chef. Spirou, Fantasio et le comte vainquent Zorglub et Zantafio, lequel a encore le temps d'utiliser une nouvelle arme sur son chef, et libèrent tous les zorglhommes.

#### QRN sur Bretzelburg
- Histoire : no 59
- Coauteur(s) : Scénario de Greg.
- Prépublication : Sous le titre originel QRM sur Bretzelburg, no 1205 (18 mai 1961) à 1237 (28 décembre 1961) et no 1304 (11 avril 1963) à 1340 (19 décembre 1963) ; 65 planches
- Album : no 18, QRN sur Bretzelburg, 1966
- Résumé : Fantasio a une nouvelle passion (technique) : les récepteurs radios miniaturisés, et le marsupilami en avale malencontreusement un exemplaire. Ingéré dans son organisme puis remonté dans le nez de l'animal, cet appareil fonctionnant à piles provoque ensuite des interférences avec l'équipement d'un radio-amateur voisin. Celui-ci, Marcelin Switch, informe les deux héros qu'un de ses contacts, le roi Ladislas de Bretzelburg, est pratiquement retenu prisonnier en son palais. À la suite d'un quiproquo[2] Fantasio est enlevé par des agents secrets de cette principauté d'Europe centrale germanique.
Au Bretzelburg, la volonté du roi Ladislas est affaiblie par l'effet d'un traitement prétendument médical que lui inflige son chef d'état-major de l'armée, le général Schmetterling. Ce dernier le domine donc de sa superbe et impose au pays son pouvoir, exercé d'une poigne de fer.
Spirou et Switch arrivent dans le royaume et entreprennent tout pour délivrer Fantasio. Le marsupilami s'évade de la clinique vétérinaire[3]où il était soigné et traverse la moitié (ouest) de l'Europe pour rejoindre et aider ses maîtres. Malgré la très grande pauvreté du Bretzelburg, et la misère de sa population, Schmetterling pousse le roi à s'armer contre l'État frontalier voisin, le Maquebasta, prétendument menaçant (et dirigé par le prince Farfalla) et lui fait signer à cet effet des contrats d'armement dispendieux.
Spirou et Fantasio (qui, entretemps, s'est échappé de la forteresse de Schapsfürmich où il était retenu) découvrent le fin mot du complot : Schmetterling et Farfalla ne sont qu'un seul et même personnage, ayant méthodiquement organisé un pillage en règle des deux États voisins. D'ailleurs le matériel militaire acquis (par chacun des deux États) s'avère aussi factice que sans valeur. Tout rentre finalement dans l'ordre et les deux pays s'entendent sur un désarmement total et définitif. La princesse, présidente du Maquebasta et le roi du Bretzelburg déclarent la paix entre leurs pays respectifs, et envisagent de la concrétiser par une future union maritale.

#### Bravo les Brothers
- Histoire : no 61
- Prépublication : no 1435 (14 octobre 1965) à 1455 (3 mars 1966) ; 22 planches
- Album : no 19, Panade à Champignac, 1969
- Résumé : Au Journal de Spirou, Gaston Lagaffe offre à Fantasio trois singes savants sortis d'un cirque. Les catastrophes vont se succéder dans les bureaux. Un curieux petit homme fait une apparition rapide : c'est l'ancien dresseur des singes. Spirou et Fantasio décident de rendre les animaux à cet homme.

#### Panade à Champignac
- Histoire : no 62
- Coauteur(s) : Participation de Peyo et Gos au scénario, décors de Jidéhem
- Prépublication : no 1539 (12 octobre 1967) à 1556 (8 février 1968) ; 37 planches
- Album : no 19, Panade à Champignac, 1969
- Résumé : Fantasio doit prendre des vacances car son travail au Journal de Spirou - et surtout la présence de Gaston Lagaffe - l'exténue. Spirou et lui vont à Champignac. Arrivés, ils apprennent que le comte de Champignac se consacre à la guérison de Zorglub après le choc qu'il a subi sous le coup d'une de ses armes : il est retombé en enfance et a 8 mois mentalement. Spirou et Fantasio décident d'aider leur vieil ami. Les incidents vont se succéder, notamment à cause de la présence d'un ancien zorglhomme qui veut délivrer son ancien chef : enlèvement, courses poursuite, zorglonde qui paralyse tout le monde… Grâce au comte, tout revient dans l'ordre.

### Période Fournier

#### Le Faiseur d'or
- Histoire : no 63 (dessins et scénario : Jean-Claude Fournier)
- Coauteur(s) : Participation de Franquin (Marsupilami et certains personnages)
- Prépublication : no 1624-1646 (1969)
- Album : no 20, Le Faiseur d'or, 1970

#### Un Noël clandestin
- Histoire : no 64 (dessins et scénario : Jean-Claude Fournier)
- Prépublication : no 1652 (1969)
- Album : no 20, Le Faiseur d'or, 1970

#### Le Champignon nippon
- Histoire : no 65 (dessins et scénario : Jean-Claude Fournier)
- Prépublication : no 1667 (1970)
- Album : no 20, Le Faiseur d'or, 1970

#### Il y a un gaffeur à Champignac
- Histoire : no 66 (texte : Hervé Croze, dessins : André Franquin et Jean-Claude Fournier
- Prépublication : no 1671 (23 avril 1970)

#### Spirou 1938
- Récit court (dessins : Rob Vel, scénario : Raoul Cauvin
- Prépublication : no 1682 (9 juillet 1970)

#### Le Marsupilami à la rédaction
- Récit court (dessins et scénario : Jean-Claude Fournier)
- Prépublication : no  1682 (9 juillet 1970)

#### Panique à la rédaction
- Récit court (dessins et scénario : Jean-Claude Fournier et Kiko. Il s'agit d'un gag de Spirou et Foufi.
- Prépublication : no  1682 (9 juillet 1970)

#### Du glucose pour Noémie
- Histoire : no 67 (dessins et scénario : Jean-Claude Fournier)
- Prépublication : no  1682 (9 juillet 1970) au no  1710
- Album : no 21, Du glucose pour Noémie, 1971

#### Joyeuses Pâques, papa!
- Histoire : no 68 (dessins et scénario : Jean-Claude Fournier)
- Prépublication : no  1721 (8 avril 1971)

#### Un Faux départ de Spip
- Histoire : no 69 (dessins et scénario : Jean-Claude Fournier)
- Prépublication : no  1724 (29 avril 1971)
- Album : no 21, Du glucose pour Noémie, 1971

#### L'Abbaye truquée
- Histoire : no 70 (dessins et scénario : Jean-Claude Fournier)
- Prépublication : no  1743 (8 septembre 1971) au no  1766 17 février 1972
- Album : no 22, L'Abbaye truquée, 1972

#### Tora Torapa
- Histoire : no 71 (dessins et scénario : Jean-Claude Fournier)
- Prépublication : no  1801 (18 octobre 1972) au no  1824 28 mars 1973
- Album : no 23, Tora Torapa, 1973

#### Vacances à Brocéliande
- Histoire : no 72 (dessins et scénario : Jean-Claude Fournier)
- Prépublication : no  1801 (7 juin 1973)

#### Le Gri-gri du Niokolo-Koba
- Histoire : no 73 (dessins et scénario : Jean-Claude Fournier)
- Prépublication : no  1853 (17 octobre 1973) au no  1873 6 mars 1974
- Album : no 25, Le Gri-gri du Niokolo-Koba, 1974

#### Du cidre pour les étoiles
- Histoire : no 74 (dessins et scénario : Jean-Claude Fournier)
- Prépublication : no  1853 (27 janvier 1975) au no  1873 (9 juin 1975)
- Album : no 26, Du cidre pour les étoiles, 1976

#### Le sourire du Toltéque
- Conte (texte : Hervé Croze, dessins : Jean-Claude Fournier)
- Prépublication : no  1973 (5 février 1976)

#### L'Ankou
- Histoire : no 75 (dessins et scénario : Jean-Claude Fournier)
- Prépublication : no  2000 (12 août 1976) au no  2019 (23 décembre 1976)
- Album : no 27, L'Ankou, 1977

#### Piège pour Ladislas
- Histoire courte (texte : Hervé Croze, dessins : Jean-Claude Fournier)
- Prépublication : no  2054 (1977)

#### Kodo le tyran
- Histoire : no 76 (dessins et scénario : Jean-Claude Fournier)
- Prépublication : no  2088 (20 avril 1978) au no  2109 (13 septembre 1978)
- Album : no 28, Kodo le tyran, 1979

#### Des haricots partout
- Histoire : no 77 (dessins et scénario : Jean-Claude Fournier)
- Prépublication : no  2149 (21 juin 1979) au no  2162 (20 septembre 1979)
- Album : no 29, Des haricots partout, 1980

#### La Maison dans la mousse
- Histoire inachevée: no 78 (dessins et scénario : Jean-Claude Fournier)
- Publication : Les Mémoires de Spirou (1989) Seules les cinq premières pages ébauchées ont été publiées.

### PériodeNicetCauvin

#### Le Fantacoptère solaire
- Histoire courte : no 80 (dessins : Nic Broca et scénario : Alain De Kuyssche)
- Publication : no  2217 (9 octobre 1980)

#### Allez Champignac!
- Histoire courte : no 81 (dessins et scénario : Nic Broca)
- Publication : Spirou-festival (juin 1981)

#### La Voix sans maître
- Histoire courte : no 82 (dessins : Janry et scénario : Tome)
- Publication : no  2253 (18 juin 1981)

#### Gare au cliché!
- Histoire courte : no 83 (dessins : Janry et scénario : Tome)
- Publication : no  2271 (22 octobre 1981)
- Album : no  38, La Jeunesse de Spirou, 29/01/1987

#### La Menace
- Histoire courte : no 84 (dessins : Janry et scénario : Tome)
- Publication : Spirou Album+ 1 (18 mars 1982)

#### Cœurs d'acier
- Histoire : no 85 (dessin et scénario : Yves Chaland)
- Prépublication : no  2297 22 avril 1982 - 2318 16 septembre 1982
- Publication : Fantasio et le fantôme no  4 hors série (2003)

#### Virus
- Histoire : no 86 (dessins et scénario : Tome et Janry)
- Prépublication : no  2276 (17 juin 1982) au no  2284 (7 octobre 1982)
- Album : no  33, Virus, 1984

#### La Ceinture du grand froid
- Histoire : no 87 (dessins : Nic Broca, scénario : Raoul Cauvin)
- Prépublication : no  2276 (26 novembre 1981) au no  2284 (2 janvier 1982)
- Album : no  30, La Ceinture du grand froid, 1983

#### Le Groom du président
- Histoire courte : no 88 (dessins : Janry et scénario : Tome)
- Prépublication : Spirou Album+ 4 (2 décembre 1982)
- Album : no  38, La Jeunesse de Spirou, 29/01/1987

#### La Boîte noire
- Histoire : no 89 (dessins : Nic Broca, scénario : Raoul Cauvin)
- Prépublication : no  2276 (14 octobre 1982) au no  2284 (23 décembre 1982)
- Album : no  31, La Boîte noire, 1983

#### Les Faiseurs de silence
- Histoire : no 90 (dessins : Nic Broca, scénario : Raoul Cauvin)
- Prépublication : no  2276 (30 décembre 1982) au no  2284 (10 mars 1983)
- Album : no  32, Les Faiseurs de silence, 1984

#### La Jeunesse de Spirou
(ou La seule et unique histoire plus ou moins vraie de la jeunesse de Spirou racontée par l’oncle Paul)
- Histoire courte (dessins : Janry et scénario : Tome)
- Prépublication : Spirou Album+ 5 (17 mars 1983)
- Album : no  38, La Jeunesse de Spirou, 29/01/1987

#### Le Printemps
- Histoire courte (dessins et scénario : Macherot). Hommage pour le 45º anniversaire.
- Publication : Spirou Album+ 5 (17 mars 1983)

#### Joyeux anniversaire, Spirou!
- Histoire courte (dessins et scénario : Jean-Claude Fournier). Gag de Spip et Bizu en hommage pour le 45º anniversaire.
- Publication : Spirou Album+ 5 (17 mars 1983)

#### La Naissance de Spirou
- Histoire courte (dessins et scénario : Jannin et Bercovici). Hommage pour le 45º anniversaire.
- Publication : Spirou Album+ 5 (17 mars 1983)

#### Happy Birthday to you!
- Histoire courte (dessins : Nic Broca, Kox, Berck, Lambil, Mazel et Sandron, scénario : Raoul Cauvin). Hommage pour le 45º anniversaire.
- Publication : Spirou Album+ 5 (17 mars 1983)

### PériodeTomeetJanry
1. Aventure en Australie (dessins et scénario : Tome et Janry, 17 mars 1983 -2 juin 1983)
2. Vilain faussaire ! (dessins et scénario : Tome et Janry, 16 juin 1983)
3. Lisez Spour...i? (dessins et scénario : Tome et Janry, 16 juin 1983)
4. Qui arrêtera Cyanure ? (dessins et scénario : Tome et Janry, 29 septembre 1983 - 23 février 1984)
5. La Tirelire est là! (dessin et scénario : Tome et Janry,1er mars 1984)
6. L'Incroyable Burp (dessins et scénario : Tome et Janry, 15 mars 1984 - 19 avril 1984)
7. L'Horloger de la comète (dessins et scénario : Tome et Janry, 18 octobre 1984 - 14 mars 1985)
8. Le Réveil du Z (dessins et scénario : Tome et Janry, 11 décembre 1985 -6 mai 1986)
9. Spirou à New-York (dessins et scénario : Tome et Janry,4 mai 1987 - 27 juillet 1987)
10. Angoisse à Touboutt-Chan alias La Frousse aux trousses (dessins et scénario : Tome et Janry, 27 avril 1988 - 21 septembre 1988)
11. La Vallée des bannis (dessins et scénario : Tome et Janry, 27 juin 1989 -4 octobre 1989)
12. Cœurs d'acier 2 : la fin (illustrations : Yves Chaland, texte : Yann, 1990). Il s'agit d'un texte illustré.
13. Spirou à Moscou (dessins et scénario : Tome et Janry, 19 septembre 1990 -5 décembre 1990)
14. Vito la Déveine (dessins et scénario : Tome et Janry, 18 septembre 1991 - 27 novembre 1991)
15. Le Rayon noir (dessins et scénario : Tome et Janry, 14 octobre 1992 -3 mars 1993)
16. Luna fatale (dessins et scénario : Tome et Janry, 22 mars 1995 -9 août 1995)
17. Machine qui rêve (dessins et scénario : Tome et Janry, 22 avril 1998 - 26 août 1998)
18. Une Semaine de Spirou et Fantasio (dessin et scénario : Tome et Janry, 19 décembre 2001)

### PériodeMunueraetMorvan
1. Paris-sous-Seine (dessins : José-Luis Munuera, scénario : Jean-David Morvan, 28 avril 2004 - 28 juillet 2004)
2. La Naissance de Spirou (dessins et scénario : José-Luis Munuera, 21 avril 2005). Hommage à Rob-Vel
3. L'Homme qui ne voulait pas mourir (dessins : José-Luis Munuera, scénario : Jean-David Morvan, 22 juin 2005 - 14 septembre 2005)
4. Les Géants pétrifiés (dessins : Yoann, scénario : Fabien Vehlmann, 25 janvier 2006 - 29 mars 2006)
5. Spirou et Fantasio à Tokyo alias Spirou à Tokyo, Le ronin de Yoyogi (dessins : José-Luis Munuera, scénario : Jean-David Morvan, 28 juin 2006 - 13 septembre 2006)
6. Des valises sous les bras (dessins : Hiroyuki Ooshima, scénario : Jean-David Morvan, 13 septembre 2006). Projet de Manga abandonné.
7. Noël sans neige (dessins : José-Luis Munuera, scénario : Jean-David Morvan et Yann, 27 décembre 2006)
8. Les Marais du temps (dessins et scénario : Frank Le Gall,7 mars 2007 - 11 avril 2007)
9. Le Tombeau des Champignac (scénario : Yann, dessins : Tarrin, 26 septembre 2007 - 28 novembre 2007)
10. Le Journal d'un ingénu (dessins et scénario : Émile Bravo,2 janvier 2008 -5 mars 2008)
11. La Loi du plus fort (dessins et scénario : Émile Bravo, 16 avril 2008)
12. Retour à la rédak (dessins : Yoann, scénario : Fabien Vehlmann, 16 avril 2008)
13. Aux sources du Z (dessins : José-Luis Munuera, scénario : Jean-David Morvan et Yann,5 juillet 2008 - 27 juillet 2008)

### PériodeYoannetVehlmann
1. Le Groom vert-de-gris (dessins : Olivier Schwartz, scénario : Yann, 18 février 2009 -8 avril 2009)
2. Le cadeau de Fantasio (dessins : Yoann, scénario : Fabien Vehlmann, 16 avril 2009). Texte Illustré
3. Panique en Atlantique (dessins :Fabrice Parme, scénario : Lewis Trondheim, 24 février 2010 -7 avril 2010)
4. Alerte aux Zorkons (dessins : Yoann, scénario : Fabien Vehlmann, 16 juin 2010 - 28 juillet 2010)
5. Conte de Noël à Champignac (dessins : Yoann, scénario : Yoann,1er décembre 2010)
6. Un cadavre exquis (dessins et scénario : 79 auteurs différents,2 février 2011). Cadavre exquis inédit offert aux abonnés fidèles de 2010.
7. La Face cachée du Z (dessins : Yoann, scénario : Fabien Vehlmann, 29 juin 2011 - 24 août 2011)
8. Zorglub à Cuba (dessins et scénario : Tome et Janry,9 novembre 2011). Les huit premières planches achevées
9. Dans les griffes de la Vipère (dessins : Yoann, scénario : Fabien Vehlmann,7 novembre 2012 - 12 décembre 2012)
10. Spirou au jour le jour (dessins et scénario : Feroumont, 17 avril 2013)
11. Groom Toujours! (dessins : Yoann, scénario : Fabien Vehlmann, 17 avril 2013)
12. Le Conte du Champignap (dessins et scénario : Fabrice Tarrin, 17 avril 2013)
13. Jokarira bien qui jokarira le dernier (dessins : Dany, scénario : Yann, 17 avril 2013)
14. Un voyage en papier (dessins et scénario : Frank Le Gall, 17 avril 2013)
15. Le vieux chemin (dessins et scénario : Frank Pé, 17 avril 2013)
16. Escale à Danang (dessins et scénario : Vink, 17 avril 2013)
17. Le calamar géant!! (dessins et scénario : Dominique Bertail, 17 avril 2013)
18. Duel éternel (dessins : José-Luis Munuera, scénario : Jean-David Morvan, 17 avril 2013)
19. Spirou suite 1938 (dessins et scénario : Fabrice Parme, 17 avril 2013)
20. L'esprit d'aventure (dessins et scénario : Nob, 17 avril 2013)
21. Spirou, pour vous servir! (dessins : Hugo Piette, scénario : Lewis Trondheim, 17 avril 2013)
22. Les Héros (dessins et scénario : Sti & Cromheecke, 17 avril 2013)
23. Tombe la neige... (dessins : Olivier Schwartz, scénario : Yann, 17 avril 2013)
24. Radar le Nantais (dessins : Yoann, scénario : Fabien Vehlmann,2 octobre 2013)
25. Le fétiche des Marolles alias La Femme Léopard (dessins : Olivier Schwartz, scénario : Yann, 18 décembre 2013)
26. Le groom de Sniper Alley (dessins : Yoann, scénario : Fabien Vehlmann,3 septembre 2014)
27. La Grosse Tête (dessins et scénarios : Téhem, Makyo, Toldac, 26 novembre 2014)
28. Les destins contrariés (dessins : Yoann, scénario : Fabien Vehlmann, 10 décembre 2014)
29. Spirou et les monstres (dessins et scénarios : Neidhardt, 1er avril 2015). Poisson d’avril faussement attribué à Rob-Vel
30. Les vacances de monsieur Fantasio (dessins et scénarios : Fabrice Parme, 1er juillet 2015)
31. La colère du Marsupilami (dessins : Yoann, scénario : Fabien Vehlmann, 5 décembre 2015 - 4 mars 2016)
32. Fantasio se marie (dessins et scénarios: Benoît Feroumont, 23 mars 2016)
33. Batguy (dessins : Yoann, scénario : Fabien Vehlmann, 30 mars 2016)
34. Supergroom (dessins : Yoann, scénario : Fabien Vehlmann, 22 juin 2016)
35. La lumière de Bornéo (dessins : Frank Pé, scénario : Zidrou, 6 juillet 2016 -5 octobre 2016)
36. Le maître des hosties noires (dessins : Olivier Schwartz, scénario : Yann, 7 décembre 2016 -8 février 2017)
37. La Grande Réconciliation (dessins : Yoann, scénario : Fabien Vehlmann, 2 août 2017). Texte Illustré
38. Il s'appellait Ptirou (dessins : Laurent Verron, scénario : Sente, 20 septembre 2017)
39. La Chevauchée Temporelle (dessins : Yoann, scénario : Fabien Vehlmann, 25 octobre 2017)
40. Fondation Z (dessins : Fabrice Lebeault, scénario : Denis-Pierre Fillipi, 31 janvier 2018)
41. L'espoir malgré tout Première Partie : Un mauvais départ (dessins et scénario : Émile Bravo, 18 avril 2018)
42. Boulevard du Crépuscule (dessins : Yoann, scénario : Fabien Vehlmann, 23 mai 2018 - 30 mai 2018). Prélude de la série Supergroom
43. Supergroom 1 : Héros malgré lui (dessins : Yoann, scénario : Fabien Vehlmann, 11 juillet 2018 - 15 mai 2019). Découpé en plusieurs épisodes
44. L'espoir malgré tout Deuxième Partie : Un peu plus loin vers l'horreur (dessins et scénario : Émile Bravo, 5 mai 2019)
45. Spirou chez les Soviets (scénario : Neidhardt, dessins : Tarrin, 18 juillet 2019 - 8 avril 2020)
46. Pacific Palace (dessins et scénario : Christian Durieux 6 mai 2020)

### PériodeSchwartz,GuerriveetAbitan

#### La Mort de Spirou
- Histoire : no 127 (dessins : Olivier Schwartz, scénario : Sophie Guerrive et Benjamin Abitan)
- Prépublication : no  4380 du (23 mars 2022) au no  4386 (4 mai 2022)
- Album : no  56, La Mort de Spirou, 2022

#### La Mémoire du futur
- Histoire : no 128 (dessins : Olivier Schwartz, scénario : Sophie Guerrive et Benjamin Abitan)
- Prépublication : no  4473/4474 du (3 janvier 2024) au no  4483 (13 mars 2024)
- Album : no  57, La Mémoire du futur, 18/10/2024

### Histoires publicitaires
1. Spirou au Radio Circus Marcel Fort (3 planches dessinées par André Franquin). Paru dans un supplément du Journal de Spirou (version française) en 1955. Repris dans Les trésors de Spirou et le cirque de Ph. Mouvet et C. Decnop (L'Âge d'or, 2000).
2. Spirou à la brasserie Piedboeuf (4 planches dessinées par André Franquin et Jidéhem). Paru dans un supplément du Journal de Spirou (version française) en 1957. Repris dans Les trésors de Spirou 1938-1968 de Ph. Mouvet (L'Âge d'or, 1998).

### Histoires inachevées
1. La Maison dans la mousse, commencé en 1980 par Fournier.
2. Spirou à Cuba, commencé en 1998 par Tome et Janry.

### Spirou et Fantasio dans d'autres séries
- Blondin et Cirage : Blondin et Cirage découvrent les soucoupes volantes, page 3 (Jijé, 23 décembre 1954)
- Le P'tit Bout d'chique : Le tiroir, pages 5 et 6 (Walthéry, 22 juin 1978)
- L'Élan, dans le journal de Spirou  (Frank Pé, 1981-1987)

## Dans les albums...

### Collection Spirou et Fantasio Hors série
1. L'Héritage, Dupuis, Première édition collection Péchés de jeunesses, 1976 : épisodes 21 et 26
2. Radar le robot, Dupuis, Première édition collection Péchés de jeunesses, 1976 : épisodes 22, 28 et 53
3. La Voix sans maître, Dupuis, 2003 : épisodes 1 (première page), 12, 54, 88, 90, 93, 107 et 120
4. Fantasio et le fantôme, Dupuis, 2003 : épisodes 20, 33 (fin inédite), 55, 94, 81 et 77
5. Les Folles Aventures de Spirou, Dupuis 2017

### Collection Spirou et Fantasio
1. Quatre aventures de Spirou et Fantasio (Dupuis, 1950) : épisodes : 29, 30, 31 et 33
2. Il y a un sorcier à Champignac (Dupuis, 1951) : épisode 36
3. Les Chapeaux noirs (Dupuis, 1952) : épisodes 32, 34, 35 et 37
4. Spirou et les Héritiers (Dupuis, 1952) : épisode 38
5. Les Voleurs du Marsupilami (Dupuis, 1954) : épisode 39
6. La Corne de rhinocéros (Dupuis, 1955) : épisodes 40
7. Le Dictateur et le Champignon (Dupuis, 1956) : épisode 41
8. La Mauvaise Tête (Dupuis, 1956) : épisodes 42 et 47
9. Le Repaire de la murène (Dupuis, 1957) : épisode 43
10. Les Pirates du silence (Dupuis, 1958) : épisodes 44 et 45
11. Le gorille a bonne mine (Dupuis, 1959) : épisodes 48 et 56
12. Le Nid des marsupilamis (Dupuis, 1960) : épisodes 49 et 57
13. Le Voyageur du Mésozoïque (Dupuis, 1960) : épisodes 51 et 63
14. Le Prisonnier du Bouddha (Dupuis, 1961) : épisode 58
15. Z comme Zorglub (Dupuis, 1961) : épisode 64
16. L'Ombre du Z (Dupuis, 1962) : épisode 65
17. Spirou et les Hommes-Bulles (Dupuis, 1964) : épisodes 60 et 61
18. QRN sur Bretzelburg (Dupuis, 1966) : épisode 66
19. Panade à Champignac (Dupuis, 1969) : épisodes 69 et 68
20. Le Faiseur d'or (Dupuis, 1970) : épisodes 70, 71 et 72
21. Du glucose pour Noémie (Dupuis, 1971) : épisodes 76 et 78
22. L'Abbaye truquée (Dupuis, 1972) : épisode 79
23. Tora Torapa (Dupuis, 1973) : épisode 80
24. Tembo Tabou (Dupuis, 1974) : épisode 62
25. Le Gri-Gri du Niokolo-Koba (Dupuis, 1974) : épisode 82
26. Du cidre pour les étoiles (Dupuis, 1976) : épisode 83
27. L'Ankou (Dupuis, 1977) : épisode 84
28. Kodo le tyran (Dupuis, 1979) : épisode 85
29. Des haricots partout (Dupuis, 1980) : épisode 86
30. La Ceinture du grand froid (Dupuis, 1983) : épisode 92
31. La Boîte noire (Dupuis, 1983) : épisode 96
32. Les Faiseurs de silence (Dupuis, 1984) : épisode 98
33. Virus (Dupuis, 1984) : épisode 95
34. Aventure en Australie (Dupuis, 1985) : épisode 104
35. Qui arrêtera Cyanure ? (Dupuis, 1985) : épisode 106
36. L'Horloger de la comète (Dupuis, 1986) : épisode 109
37. Le Réveil du Z (Dupuis, 1986) : épisode 110
38. La Jeunesse de Spirou (Dupuis, 1987) : épisodes 99, 105, 97, 108 et 91
39. Spirou à New-York (Dupuis, 1987) : épisode 111
40. La Frousse aux trousses (Dupuis, 1988) : épisode 112
41. La Vallée des bannis (Dupuis, 1989) : épisode 113
42. Spirou à Moscou (Dupuis, 1990) : épisode 115
43. Vito la Déveine (Dupuis, 1991) : épisode 116
44. Le Rayon noir (Dupuis, 1993) : épisode 117
45. Luna fatale (Dupuis, 1995) : épisode 118
46. Machine qui rêve (Dupuis, 1998) : épisode 119
47. Paris-sous-Seine (Dupuis, 2004) : épisode 121
48. L'Homme qui ne voulait pas mourir (Dupuis, 2005) : épisode 123
49. Spirou et Fantasio à Tokyo (Dupuis, 2006) : épisode 125
50. Aux sources du Z (Dupuis, 2008) : épisode 133
51. Alerte aux Zorkons (Dupuis, 2010) : épisode 136
52. La Face cachée du Z (Dupuis, 2011) : épisode 139
53. Dans les griffes de la Vipère (Dupuis, 2013) : épisode 141
54. Le Groom de Sniper Alley (Dupuis, 2014)
55. La Colère du Marsupilami (Dupuis, 2016)
56. La Mort de Spirou (Dupuis, 2022)
57. La mémoire du futur, Tome 1, Cahiers 1/2 (Dupuis, 2024)
58. La mémoire du futur, Tome 2, Cahiers 2/2 (Dupuis, prévu le 13 septembre 2024)[4]

### Le Spirou de…
1. Les Géants pétrifiés (Dupuis, 2006) : Épisode 124
2. Les Marais du temps (Dupuis, 2007) : Épisode 128
3. Le Tombeau des Champignac (Dupuis, 2007) : Épisode 129
4. Le Journal d'un ingénu (Dupuis, 2008) : Épisode 130
5. Le Groom vert-de-gris (Dupuis, 2009) : Épisode 134
6. Panique en Atlantique (Dupuis, 2010) : Épisode 135
7. La Femme léopard (Dupuis, 2014) : Episode 142
8. La Grosse Tête (Dupuis, 2015)
9. Fantasio se marie (Dupuis, 2016)
10. La Lumière de Bornéo (Dupuis, 2016)
11. Le Maître des hosties noires (Dupuis, 2017)
12. Il s'appelait Ptirou (Dupuis, 2017)
13. Fondation Z (Dupuis, 2018)
14. Spirou ou l'espoir malgré tout, tome 1 : Un mauvais départ (Dupuis, 2018)
15. Spirou ou l'espoir malgré tout, tome 2 : Un peu plus loin vers l'horreur (Dupuis, 2019)
16. Spirou à Berlin (Dupuis, 2019)
17. Spirou chez les soviets (Dupuis, 2020)
18. Pacific Palace (Dupuis, 2021)
19. Spirou ou l'espoir malgré tout, tome 3 : Un départ vers la fin (Dupuis, 2021)
20. Spirou ou l'espoir malgré tout, tome 4 : Une fin et un nouveau départ (Dupuis, 2022)

### L'intégrale Spirou et Fantasio
```
0a 
Spirou par Rob-Vel  L'Intégrale 1938-1943
 
(Dupuis, 2013)
 : 
Épisodes 1 à 4, 8 à 14, 73

0b 
Spirou par Jijé L'Intégrale 1940-1951
 
(Dupuis, 2015)
```

1. Les Débuts d'un dessinateur (1946-1950) (Dupuis 2006) : Épisodes 21 à 31, 33 à 35
2. De Champignac au Marsupilami (1950-1952) (Dupuis 2006) : Épisodes 36, 38 et 39
3. Voyages autour du monde (1952-1954) (Dupuis 2007) : Épisodes 40, 41 et 42
4. Aventures modernes (1954-1956) (Dupuis 2007) : Épisodes 43, 44, 45 et 48
5. Mystérieuses créatures (1956-1958) (Dupuis 2008) : Épisodes 49, 51 à 57
6. Inventions maléfiques (1958-1959) (Dupuis 2008) : Épisodes 58 à 62
7. Le mythe Zorglub (1959-1960) (Dupuis 2009) : Épisodes 63 à 65
8. Aventures humoristiques (1961-1968) (Dupuis 2009) : Épisodes 66 à 69
9. Spirou et Fantasio par Fournier (1969-1972) (Dupuis 2010)
10. Spirou et Fantasio par Fournier (1972-1975) (Dupuis 2010)
11. Spirou et Fantasio par Fournier (1976-1979)  (Dupuis 2011)
12. Spirou et Fantasio par Nic et Cauvin (1980-1983) (Dupuis 2012)
13. Spirou et Fantasio par Tome et Janry (1981-1983) (Dupuis 2013)
14. Spirou et Fantasio par Tome et Janry (1984-1987) (Dupuis 2013)
15. Spirou et Fantasio par Tome et Janry (1988-1991) (Dupuis 2014)
16. Spirou et Fantasio par Tome et Janry (1992-1999) (Dupuis 2015)
17. Spirou et Fantasio par Morvan et Munuera (2004-2008) (Dupuis 2022)

### L'intégrale de Jijé
1. Tout Jijé, 1948-1950 (Dupuis, 2000) : épisodes 32 et 37
2. Tout Jijé, 1945-1947 (Dupuis, 2000) : épisodes 19 et 20
3. Tout Jijé, 1938-1940 (Dupuis, 2001) : épisodes 4 (fin), 5, 6 et 7
4. Tout Jijé, 1942-1943, 1944-1945 (Dupuis, 2010) : épisodes 15 à 18

### L'intégrale de Franquin: Spirou et Fantasio - Édition Rombaldi
1. Tome 1 : (Rombaldi 1985) : épisodes 21, 22, 26, 28 à 33 plus quelques inédits
2. Tome 2 : (Rombaldi 1986) : épisodes 34 à 38
3. Tome 3 : (Rombaldi 1986) : épisodes 39 à 41 plus : Petite histoire de l'automobile
4. Tome 4 : (Rombaldi 1986) : épisodes 42 à 45
5. Tome 5 : (Rombaldi 1986) : épisodes 48, 51, 56, 58 plus : La Turbotraction 2
6. Tome 6 : (Rombaldi 1987) : épisodes 57, 63 à 65 plus : Le boumptérix
7. Tome 7 : (Rombaldi 1987) : épisodes 60 et 61, 66 et 67, 69

### Hors collection
1. Spirou et l'aventure (Dupuis, 1948) : Épisodes 15 à 20
2. Spirou et Fantasio (Dupuis, 1948) : Épisodes 21, 22, 26 et 28
3. 1938  L'âge d'or! La naissance de Spirou (Curiosity, 1975) : Épisodes 1 à 4 (première partie) Éditions Michel Deligne
4. La seconde guerre mondiale et toujours... Spirou (Curiosity, 1975) : Épisodes 4 à 14 (deuxième partie) Éditions Michel Deligne
5. Les Robinsons du rail (L'Atelier, 1981; La Sirène, 1993) : Épisode 67
6. Les Mémoires de Spirou (Dupuis, 1989) : Épisodes 7, 12, 19, 24, 46, 55, 52, 81, 87, 88 et 90
7. Cœurs d'acier (t. I et II) (Champaka, 1990) : Épisodes 94 (t. I) et 114 (t. II), réédition en un seul Tome (Champaka, 2008)
8. Chaland (l'intégrale), t. 4 (Les Humanoïdes associés, 1997) : Épisode 94 et illustrations de l'épisode 114 (seulement dans la première édition)
9. Spirou et Fantasio 49Z: Le guide de l'aventure à Tokyo (Dupuis, 2006) : Épisode 126

## Sources
- Les Mémoires de Spirou (Thierry Martens et Jean-Paul Tibéri, Dupuis, novembre 1989. 160 pp.)
- Spirou album+ 5, spirou hors série, 17 mars 1983
- Journaux Spirou de 1938 à 2008